# Coccothrinax yuraguana
Coccothrinax yuraguana är en enhjärtbladig växtart som först beskrevs av Achille Richard, och fick sitt nu gällande namn av Hermano León. Coccothrinax yuraguana ingår i släktet Coccothrinax och familjen Arecaceae. Inga underarter finns listade i Catalogue of Life.